# Intercapperia scindia
Intercapperia scindia är en fjärilsart som beskrevs av Ernst Arenberger 1988. Intercapperia scindia ingår i släktet Intercapperia och familjen fjädermott. Inga underarter finns listade i Catalogue of Life.